# Ugrunaaluk kuukpikensis
Ugrunaaluk és un gènere de dinosaure hadrosàurid que es va trobar a l'Àrtic, Alaska. Conté l'espècie U. kuukpikensis nom que en la llengua inupiat dels inuits significa Antic pasturador del riu Colville. Era un herbívor d'uns 10 metres de llargada que va viure fa uns 69 milions d'anys. La trobada d'aquest nou gènere de dinosaures, a la formació geològica Prince Creek, es va publicar el 22 de setembre de 2015 per Hirotsugu Mori, Patrick Druckenmiller i Gregory Erickson. Es creu que són els dinosaures que vivien més al nord (molt per sobre del cercle polar àrtic, a uns 80º Nord de latitud) i ho feien sota un clima àrtic, però en aquella època, més càlida que l'actual, encara hi creixien els arbres i, per tant, amb diversos mesos de foscor.
Està estretament relacionat, pertany a la mateixa tribu, Edmontosaurini, que el dinosaure del Canadà, Edmontosaurus.